# NGC 7523
NGC 7523 في الفهرس العام الجديد، هي مجرة، تقع في كوكبة الفرس الأعظم. اكتشفت في 3 نوفمبر 1864 بواسطة ألبرت مارث.

## روابط خارجية
- NGC 7523 على موقع ويكي سكاي: DSS2, SDSS, GALEX, IRAS, Hydrogen α, X-Ray, Astrophoto, Sky Map, Articles and images